# Palcares serrifemur
Palcares serrifemur is een hooiwagen uit de familie Gonyleptidae.